# Łucznictwo na Letnich Igrzyskach Olimpijskich 1972

## Mężczyźni

### runda FITA – 90, 70, 50 i 30 m
| Lp. | Państwo           | Zawodnik         |
| --- | ----------------- | ---------------- |
| 1   | Stany Zjednoczone | John Williams    |
| 2   | Szwecja           | Gunnar Jervill   |
| 3   | Finlandia         | Kyoesti Laasonen |

## Kobiety

### runda FITA – 70, 60, 50 i 40 m
| Lp. | Państwo           | Zawodniczka      |
| --- | ----------------- | ---------------- |
| 1   | Stany Zjednoczone | Doreen Wilber    |
| 2   | Polska            | Irena Szydłowska |
| 3   | ZSRR              | Emma Gapczenko   |